# Walter Eucken
Pour les articles homonymes, voir Eucken.
Walter Eucken, né à Iéna (grand-duché de Saxe-Weimar-Eisenach) le 17 janvier 1891 et mort à Londres le 20 mars 1950 , est un économiste allemand, père de l'ordolibéralisme et l'un des principaux inspirateurs de l'économie sociale de marché.

## Biographie
Son père était le prix Nobel de littérature 1908 Rudolph Eucken. Il commence par étudier l'histoire, puis bifurque vers l'économie. Il obtient son diplôme en 1913 juste avant d'être appelé sous les drapeaux pour la Première Guerre mondiale. En 1910, il devient membre du Corps Saxonia Kiel.
En 1921, il obtient son premier poste à Berlin, puis en 1927 à l'université de Fribourg-en-Brisgau, où il reste jusqu'à sa mort. Pendant la période nazie, il est membre des réseaux de la résistance.

## Institut Walter-Eucken
En 1954, plusieurs de ses amis et anciens étudiants créent l'Institut Walter-Eucken (de). De 2004 à 2010, son président est James Buchanan, le père de la théorie des choix publics.

## Théories
L'ordolibéralisme, dont Eucken est l'un des inspirateurs, considère que l'État doit fournir le cadre politique pour l'exercice des libertés économiques. L'État doit ainsi laisser l'ordre spontané du marché plutôt que d'essayer de le diriger selon des intérêts particuliers. C'est une théorie apparue en 1937 dans Ordnung der Wirtschaft, une revue publiée par Walter Eucken, Franz Böhm et Hans Großmann-Doerth (de). Aujourd'hui, la revue ORDO, également créée par Walter Eucken et Franz Böhm en 1948, sert de principal lieu de débat des idées ordolibérales.

## Œuvre
- Kritische Betrachtungen zum deutschen Geldproblem, 1923
- "Nationalökonomie wozu?", in: Wissenschaft und Zeitgeist 10, 1938/1949
- Die Grundlagen der Nationalökonomie, 1939/1950
- "Wettbewerb als Grundprinzip der Wirtschaftsverfassung", in: Günter Schmölders (de), ed., Der Wettbewerb als Mittel volkswirtschaftlicher Leistungssteigerung und Leistungsauslese (Berlin: Duncker & Humblot, 1942)
- "Die Soziale Frage", in: Salin, E., ed., Synopsis, Festgabe für A. Weber (Heidelberg: Lambert Schneider (de), 1948)
- "Die Wettbewerbsordnung und ihre Verwirklichung", in: Ordo 2, 1949
- "Technik. Konzentration und Ordnung der Wirtschaft", in: Ordo 3, 1950
- Unser Zeitalter der Mißerfolge, 1951
- Kapitaltheoretische Untersuchungen, 1934/1954 (as editor)